# Port-Royal des Champs
Port-Royal des Champs è un'antica abbazia cistercense nella valle di Chevreuse a sud-ovest di Parigi famosa per la comunità religiosa di orientamento giansenista che vi si sviluppò dal 1634 al 1708. Port Royal fu distrutta all'inizio del XVIII secolo per ordine di Luigi XIV. L'abbazia e il suo comprensorio sono divenuti in seguito luoghi di memoria, meta di pellegrinaggi di viaggiatori e intellettuali. Oggi sono visibili le rovine dell'abbazia e il suo demanio, e il Musée national de Port-Royal des Champs, (in passato Musée des Granges).

## Storia
La comunità religiosa fu fondata nel 1204 dai Cistercensi per le loro monache, nella insalubre valle della Chevreuse, non lontano da Parigi. Per molti secoli la vita del monastero seguì una routine senza sussulti e nel tempo, in maniera progressiva, scivolò sempre più nella rilassatezza dei costumi fino a che, nel 1609, una giovane ed energica badessa, Angélique Arnauld, della omonima facoltosa famiglia parigina, riportò la casa alla primitiva purezza rifondando la spiritualità cristiana. Angélique Arnauld era entrata in monastero nel 1599, all'età di soli sette anni, senza vocazione (altri segni, questi, di allentamento delle regole) e fu nominata badessa nel 1602 ad appena dieci anni. La sua risoluzione a riformare il monastero maturò nel 1609, quando Angelique verrà illuminata dalla Grazia dopo aver ascoltato una predica sull'Incarnazione di padre Basile, un controverso frate cappuccino, che, tra l'altro, dovette lasciare il suo convento in seguito all'accusa di libertinaggio. La badessa ascoltò in un primo tempo i consigli di Francesco di Sales, poi le direttive spirituali del superiore Charles de Condren.
Fu così che sotto l'energica guida della badessa, il monastero vide ristabilirsi la fermezza della regola fino a divenire «uno dei più vivaci e influenti – anche se aspramente discussi e osteggiati – centri di spiritualità e di riforma cattolica del suo secolo»
Nel 1625, considerato il clima pessimo e insalubre della zona, le religiose decisero di trasferirsi a Parigi nel quartiere di Saint Jacques. Si iniziarono così a distinguere Port-Royal de Paris e Port-Royal des Champs.
Per Mère Angelique risultarono infine decisive le direttive spirituali di Jean Duvergier de Hauranne, abate di Saint-Cyran (e sodale negli studi dell'olandese Giansenio), che ella decise poi nel 1636 di assumere come direttore del monastero; nel 1638 l'abate decise di riunire nel monastero un certo numero di uomini per vivere nell'isolamento, nella preghiera e nel lavoro.
Si vennero ben presto ad aggiungere uomini eminenti, come il teologo e moralista Pierre Nicole, o il grammatico Claude Lancelot.
Nel 1649 la Fronda, la rivolta contro Mazzarino, devastava Parigi e le sue campagne, in preda ai saccheggi; i contadini si rifugiarono nell'abbazia di Port-Royal dove la badessa accolse uomini e «polli, tacchini, anatre e oche». Mère Angelique scrisse: «è meraviglioso che bestie e poveri non siano morti, dopo esser stati accalcati per tanto tempo. Senza il gelo che fa, penso che sarebbe scoppiata la peste». I Granai sono pieni di storpi; quaranta vacche vagano nelle cantine, e cavalli di fronte al Capitolo. La Chiesa, dove le principesse alla moda andavano a sentir messa, «è così piena di avena, di paioli, e di ogni sorta di stracci, che bisogna saltarci sopra per raggiungere il coro, ricolmo dei libri dei nostri Messieurs». I Messieurs, ossia i Solitari di Port-Royal des Champs, sono i sant'uomini giansenisti che credono nella predestinazione: è Dio che decide il destino dell'anima. Nel 1652, finanziata dal pio duca di Luynes, la Mère Angelique costruì, in tre settimane, dei grandi dormitori in legno. Le 72 celle in muratura nella vecchia valle tornarono utili come rifugio per le religiose cacciate da Parigi: erano 72 suore, un segno della Provvidenza.
Port-Royal spostava la tradizione cattolica da Aristotele ad Agostino di Ippona, posto al di sopra degli altri pensatori, e a San Paolo. Il solo rimedio è la grazia divina, a cui l'uomo non può resistere: ma essa non è accordata a tutti, raggiunge solo i predestinati.
Port-Royal fu distrutto all'inizio del XVIII secolo per ordine di Luigi XIV, il quale sosteneva l'ortodossia cattolica; l'abbazia e il suo comprensorio sono divenuti luoghi di memoria, meta di pellegrinaggi di viaggiatori e intellettuali. Oggi sono visibili le rovine dell'abbazia e il suo demanio, e il Musée national de Port-Royal des Champs, (in passato Musée des Granges).

### Port-Royal des Champs e il giansenismo
A Port-Royal des Champs vennero fondate molte scuole, conosciute con il nome di Piccole Scuole di Port-Royal, che divennero celebri per la qualità eccezionale dell'insegnamento che vi si impartiva. Nel 1634 Jean Duvergier de Hauranne, abate di Saint-Cyran ne divenne il direttore spirituale; egli era stato amico di Cornelius Jansen, conosciuto come Giansenio e a partire da questo momento i monasteri e le scuole di Port-Royal aderirono strettamente alla corrente teologica del giansenismo.
L'atmosfera d'intensi studi e di religiosità giansenista attirò molti protagonisti della vita culturale dell'epoca. I Solitari di Port-Royal, perlopiù degli eruditi, allevarono piccoli sapienti, e un orfano di genio, il poeta Jean Racine. Blaise Pascal ne prese le difese contro i Gesuiti all'epoca della controversia giansenista. Inoltre, alcuni importanti personaggi di corte erano vicini al giansenismo, come il duca di Luynes o il duca di Liancourt. Alcuni componenti della famiglia Arnauld ottennero importanti incarichi come Simon Arnauld de Pomponne, che divenne ministro sotto Luigi XIV.
In seguito alla controversia giansenista nell'ambito del cattolicesimo, le scuole di Port-Royal furono accusate di eresia. Nel 1679 fu proibito al monastero di accettare novizi, la qual cosa lo condannò all'estinzione. Il monastero stesso venne soppresso dalla bolla di papa Clemente XI nel 1708, i religiosi che vi rimanevano furono espulsi a forza nel 1709 e gli edifici furono rasi al suolo nel 1710 e il luogo del monastero divenne proprietà dell'abbazia di Port-Royal di Parigi.

### Dopo la Rivoluzione francese
Al tempo della Rivoluzione francese, in seguito alla confisca dei beni del clero, nel 1791 il monastero divenne proprietà dello Stato e una parte di esso fu trasformata in fattoria e venduta a dei contadini. Questa parte del monastero ritornò proprietà statale nel 1951.
L'altra parte, consistente nelle rovine dell'abbazia, fu venduta a una donna vicina agli ambienti giansenisti, madame Desprez. La sua famiglia ne rimase proprietaria fino al 1828, quando i giansenisti riuscirono ad acquistarla installandovi una scuola gratuita per i bambini della regione che continuò fino al 1867. Nel 2004 il luogo è ritornato all'amministrazione statale e l'intero complesso è visitabile ancora oggi.

### Port-Royaldi Sainte-Beuve
Lo scrittore Charles Augustin de Sainte-Beuve ha raccolto la storia del monastero e della comunità di Port-Royal in una sua poderosa opera in più volumi, pubblicata tra il 1840 e il 1859, che ha contribuito a sottrarre il luogo all'oblio in cui era caduto nel secolo e mezzo precedente, e a fondarne il mito successivo. Nata da lezioni tenute a Losanna nel 1837-1838, la sua pubblicazione impegnerà Sainte-Beuve sino al 1867 con tre edizioni.
La prima, pionieristica edizione italiana fu tradotta da Serena D'Arbela per la casa editrice Sansoni; la nuova edizione apparve nel 2011 per Einaudi, a cura di Mario Richter, nella collana I millenni, sul testo stabilito da Maxime Leroy per la «Bibliothèque de la Pléiade».

## Logica di Port-Royal
Con il titolo di La logica o l'arte di pensare (La Logique ou l'art de penser, 1662), Antoine Arnauld e Pierre Nicole, due fra i principali esponenti del giansenismo, pubblicarono un trattato di logica che si caratterizzava per un orientamento funzionalista: tema principale infatti non sono i nomi o i segni, ma le modalità con cui la mente opera i collegamenti fra i vari nomi. L'opera è generalmente conosciuta come Logica di Port-Royal.

### Opere teatrali ispirate aPort-Royal
- Henry de Montherlant, Port-Royal, traduzione di Camillo Sbarbaro, Collana Biblioteca, Torino, Aragno, 2015, ISBN 978-88-8419-688-0.